# Chang Arena
Sân vận động Buriram (còn được gọi là Chang Arena vì lý do tài trợ) là một sân vận động bóng đá ở Buriram, Thái Lan. Sân có sức chứa 32.600 chỗ ngồi và là sân nhà của câu lạc bộ Buriram United, đội đã giành ba cú ăn ba danh hiệu vào các năm 2011, 2013 và 2015 của Thái Lan. 
Đây là sân vận động bóng đá thuộc sở hữu của câu lạc bộ lớn nhất ở Thái Lan. Biệt danh của sân là "Lâu đài sấm sét", lâu đài thứ năm của tỉnh Buriram.

## Lịch sử
Chang Arena nằm ở thị trấn Isan, huyện Mueang Buriram, tỉnh Buriram. Sân vận động được xây dựng trên khu đất rộng 150 mẫu, có sức chứa 32.600 người và bãi đậu xe có sức chứa 500 ô tô và 1.000 xe máy. Mặt sân được chiếu sáng đầy đủ, cho phép tổ chức các trận đấu vào ban đêm. Sân được tài trợ theo hợp đồng chuyển nhượng chức danh từ I-Mobile và các khoản tiền của chủ tịch câu lạc bộ Buriram United Newin Chidchob. Sân vận động này đã được ghi vào kỷ lục Guinness thế giới là sân vận động dành riêng cho bóng đá đáp ứng các tiêu chuẩn của FIFA có thời gian xây dựng ngắn nhất thế giới với 256 ngày.

## Tên gọi
Sân vận động có tên chính thức là "Sân vận động I-Mobile mới". Sân còn được gọi là "Sân vận động Lâu đài Sấm sét". Tuy nhiên, sân vận động này thường được gọi là "Chang Arena" do sự tài trợ của bia Chang. Trong các trận đấu thuộc các giải đấu của Liên đoàn bóng đá châu Á (AFC), sân được gọi với tên chính thức là Sân vận động Buriram.

## Cơ sở vật chất

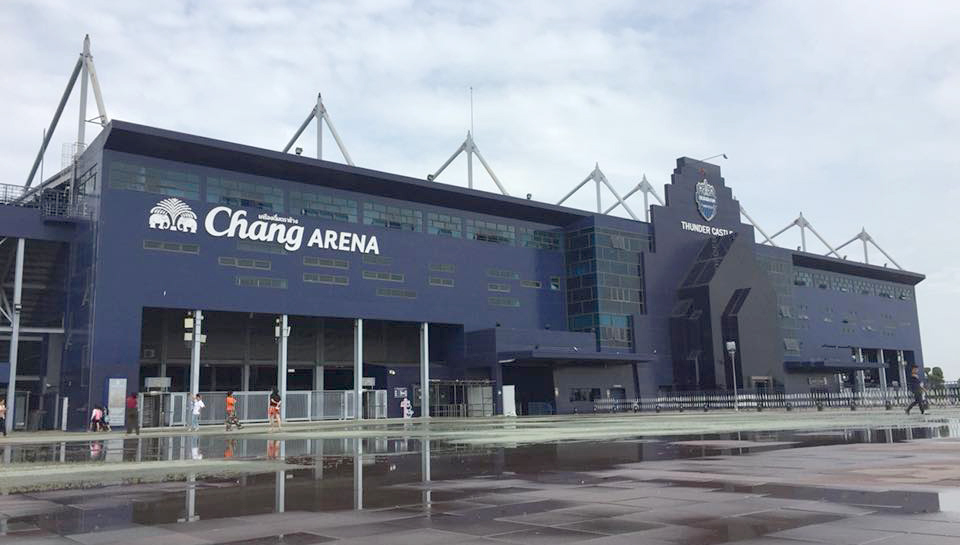
Bên ngoài sân vận động

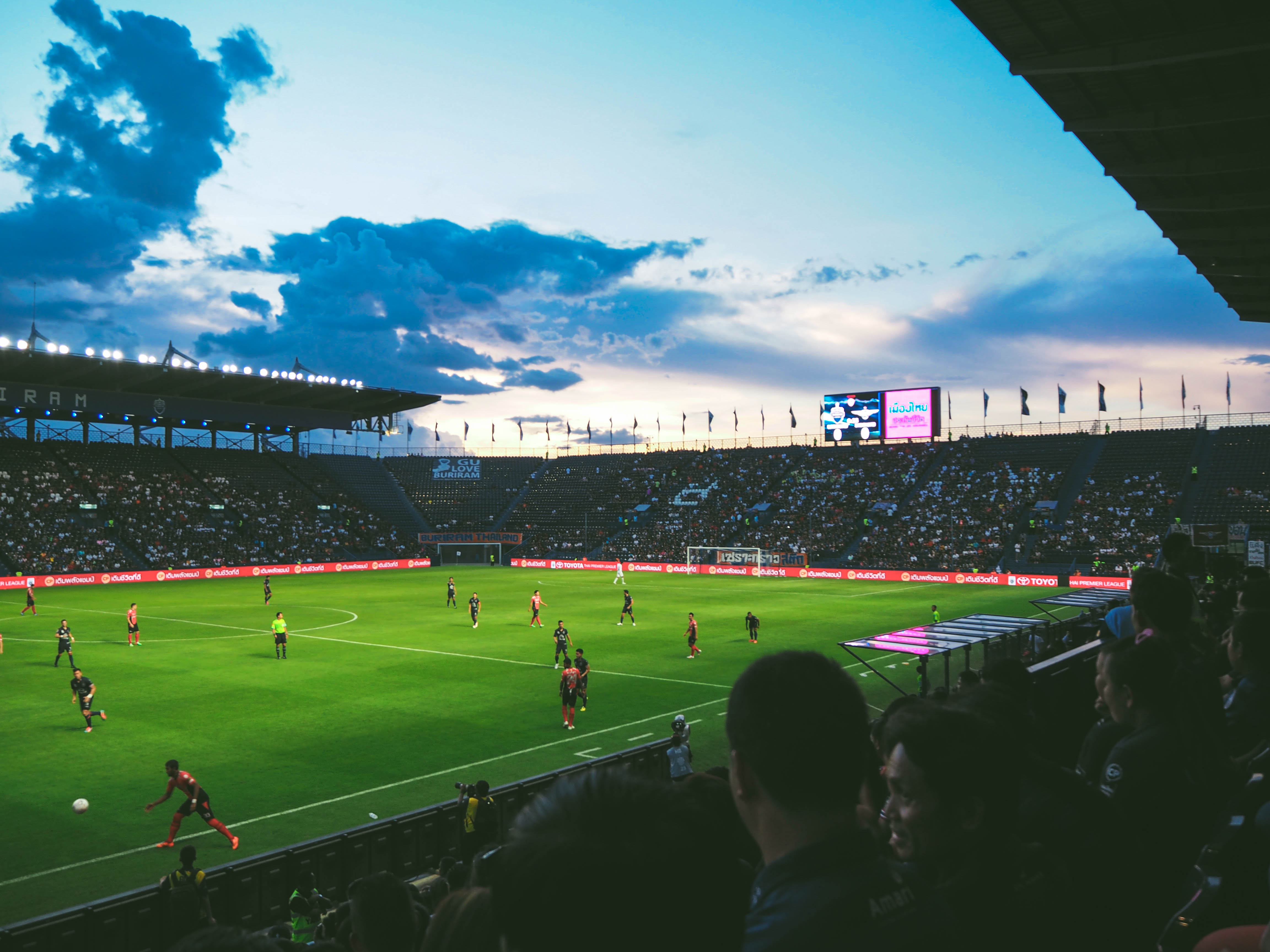
Sân vận động trong một trận đấu

Đây là sân vận động dành riêng cho bóng đá đầu tiên ở Thái Lan đáp ứng các tiêu chuẩn của FIFA và AFC. Sân đủ điều kiện để đăng cai tổ chức các trận đấu bóng đá trong nước hoặc quốc tế. Sân vận động này có phòng thay đồ cho đội nhà và đội khách, các cơ sở vật chất y tế, các thiết bị truyền hình và đài phát thanh hiện đại.

## Các trận đấu bóng đá quốc tế
| Ngày                 | Đội #1            | Kết quả     | Đội #2            | Giải đấu                  |
| -------------------- | ----------------- | ----------- | ----------------- | ------------------------- |
| 14 tháng 7 năm 2011  | Thái Lan          | 1–0         | Myanmar           | Giao hữu                  |
| 15 tháng 7 năm 2011  | Thái Lan          | 1–1         | Myanmar           | Giao hữu                  |
| 23 tháng 7 năm 2011  | Thái Lan          | 1–0         | Palestine         | Vòng loại World Cup 2014  |
| 10 tháng 11 năm 2017 | CHDCND Triều Tiên | 4–1         | Malaysia          | Vòng loại Asian Cup 2019  |
| 13 tháng 11 năm 2017 | Malaysia          | 1–4         | CHDCND Triều Tiên | Vòng loại Asian Cup 2019  |
| 5 tháng 6 năm 2019   | Curaçao           | 3–1         | Ấn Độ             | Cúp Nhà vua Thái Lan 2019 |
| 5 tháng 6 năm 2019   | Việt Nam          | 1–0         | Thái Lan          | Cúp Nhà vua Thái Lan 2019 |
| 8 tháng 6 năm 2019   | Thái Lan          | 0–1         | Ấn Độ             | Cúp Nhà vua Thái Lan 2019 |
| 8 tháng 6 năm 2019   | Việt Nam          | 1–1 (4–5 p) | Curaçao           | Cúp Nhà vua Thái Lan 2019 |
| 7 tháng 10 năm 2021  | Indonesia         | 2–1         | Đài Bắc Trung Hoa | Vòng loại Asian Cup 2023  |
| 11 tháng 10 năm 2021 | Đài Bắc Trung Hoa | 0–3         | Indonesia         | Vòng loại Asian Cup 2023  |

### Giải vô địch bóng đá U-23 châu Á 2020
| Ngày                | Thời gian (UTC+07) | Đội #1            | Kết quả | Đội #2            | Vòng      | Khán giả |
| ------------------- | ------------------ | ----------------- | ------- | ----------------- | --------- | -------- |
| 10 tháng 1 năm 2020 | 17:15              | Việt Nam          | 0–0     | UAE               | Vòng bảng | 3.967    |
| 10 tháng 1 năm 2020 | 20:15              | CHDCND Triều Tiên | 1–2     | Jordan            | Vòng bảng | 305      |
| 13 tháng 1 năm 2020 | 17:15              | UAE               | 2–0     | CHDCND Triều Tiên | Vòng bảng | 1.867    |
| 13 tháng 1 năm 2020 | 20:15              | Jordan            | 0–0     | Việt Nam          | Vòng bảng | 1.089    |
| 16 tháng 1 năm 2020 | 20:15              | Jordan            | 1–1     | UAE               | Vòng bảng | 205      |

## Khán giả

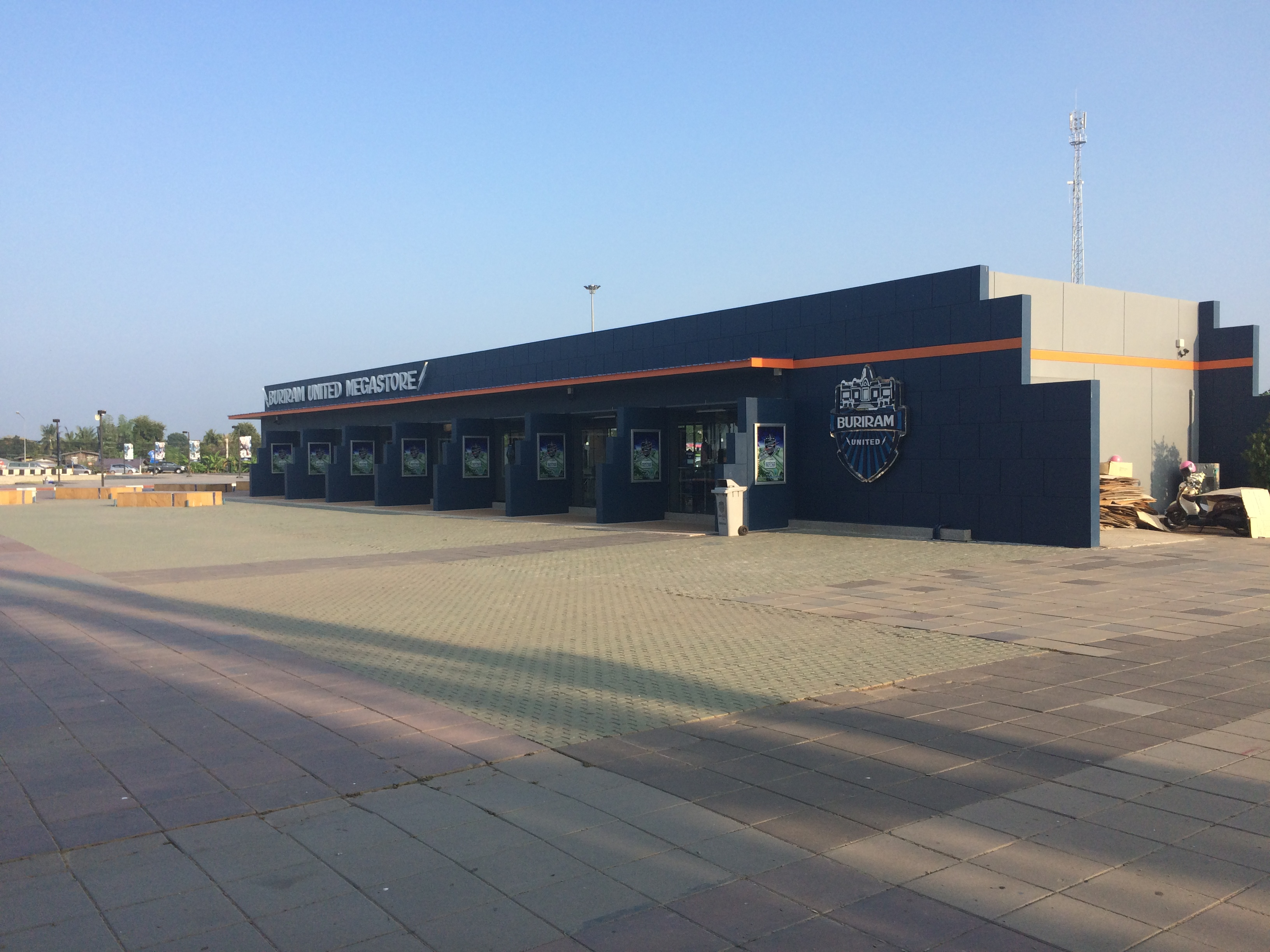
Cửa hàng lưu niệm Buriram United

Lượng khán giả trung bình và cao nhất tại các giải đấu bóng đá quốc nội của Buriram United:
| Năm  | Trung bình | Cao nhất | Giải đấu                                    |
| ---- | ---------- | -------- | ------------------------------------------- |
| 2011 | 15.008     | 24.712   | Giải bóng đá vô địch quốc gia Thái Lan 2011 |
| 2012 | 15.319     | 23.033   | Giải bóng đá vô địch quốc gia Thái Lan 2012 |
| 2013 | 18.941     | 27.088   | Giải bóng đá vô địch quốc gia Thái Lan 2013 |
| 2014 | 19.132     | 33.325   | Giải bóng đá vô địch quốc gia Thái Lan 2014 |
| 2015 | 19.553     | 33.269   | Giải bóng đá vô địch quốc gia Thái Lan 2015 |
| 2016 | 15.547     | 32.600   | Giải bóng đá vô địch quốc gia Thái Lan 2016 |